# Äuezow
Dystryk Äuezow (kaz. Әуезов ауданы) – jeden z ośmiu dystryktów Ałmaty, powstały 10 marca 1972 roku, który znajduje się w centralnej części miasta.
Nazwa dystryktu pochodzi od imienia radzieckiego i kazachskiego naukowca, pisarza i dramaturga – Muchtara Auezowa.
W 2019 roku dystrykt był zamieszkiwany przez 295 543 osób.